# Матвей Михайлович (князь великопермский)
Матве́й Миха́йлович — последний князь Перми Великой.
Во время его долгого правления покчинско-чердынское ополчение участвовало в походе московских полков на Пелым и Югру (1483). Вычегодско-вымское ополчение затем принимало участие в походах на Вятку (1489), на Печору (1499) и вновь на Пелым (1500), но неизвестно, участвовало ли в этих походах войско Матфея Великопермского. Зато известен неожиданный финал его княжения: весной 1505 г. чем-то разгневанный Иван III «свел с Великие Перми вотчича своево князя Матфея и родню и братию ево». Причиной монаршего гнева могли быть как новые отказы от участия в военных походах, так и проблема закамского серебра, старинной дани, которую московские князья требовали еще со времен Ивана Калиты, но безуспешно доискивались посланцы Ивана III.
Вместо Матфея в Пермь Великую был прислан наместник князь В. А. Ковров, «первый от русских князей». Сведённый Матфей и его родичи были поселены в центральных районах Русского государства.